# Bucculatrix basifuscella
Bucculatrix basifuscella är en fjärilsart som beskrevs av Otto Staudinger 1880. Bucculatrix basifuscella ingår i släktet Bucculatrix och familjen kronmalar. Inga underarter finns listade i Catalogue of Life.